# Сериљос
Сериљос (шп. Cerrillos) је општина у Чилеу. По подацима са пописа из 2002. године број становника у месту је био 71.906.

## Демографија
| 2002.  |
| ------ |
| 71,906 |